# María Jesús Lázaro
María Jesús Lázaro Elorri (Zaragoza, España, 27 de febrero de 1967) es una científica española, delegada institucional del Consejo Superior de Investigaciones Científicas (CSIC) en Aragón, siendo la primera mujer que ha ocupado este cargo en dicha Comunidad Autónoma.

## Biografía
María Jesús Lázaro es Licenciada en Químicas por la Universidad de Zaragoza en 1990 y posteriormente se doctoró en la misma universidad en 1994.
Empezó a trabajar en el CSIC en el instituto de Carboquímica en septiembre de 1990 y actualmente pertenece a la Escala de Profesores de Investigación del Consejo Superior de Investigaciones Científicas.
Entre los años 1996 y 1998 realizó una estancia en el Imperial College of Science, Technology and Medicine de la Universidad de Londres. Desde el año 2001 forma parte de la plantilla del CSIC como científica.
Durante los 2010 y 2014 dirigió el Instituto de Carboquímica del Consejo Superior de Investigaciones Científicas. Actualmente dirige el grupo de Conversión de Combustibles. Es la presidenta del Grupo Español del Carbón y de la Asociación Europea del Carbón.
Sus líneas de investigación actuales son el desarrollo de electrocatalizadores para la conversión y almacenamiento de energía y la conversión electroquímica de CO2.
Ha publicado más de 230 artículos científicos de alto impacto, ha participado en más de sesenta proyectos de investigación, de los cuales ha sido la investigadora principal de más de una treintena de ellos. Ha supervisado 10 tesis doctorales y tiene 6 patentes. Es una de las investigadoras más relevantes en España en el área de Energía y Combustibles. Desarrolla una actividad muy importante en Divulgación Científica.

## Reconocimientos
Recibió la Medalla de las Cortes de Aragón, la máxima distinción del parlamento autonómico, el pasado 23 de abril de 2018, en representación de las mujeres científicas.
El 6 de Octubre fue Pregonera de las fiestas del Pilar 2018 en representación de las mujeres científicas.
Como delegada de CSIC Aragón, ha recibido el premio Divulgación en Aragón en 2016 otorgado por Tercer Milenio, suplemento del Heraldo de Aragón y el Premio Aragón Investiga 2016 del Gobierno de Aragón.